# Teruo Takei
Teruo Takei (武井 昭夫, Takei Teruo) (Yokohama, 29 de gener de 1927 – Kawasaki, 2 de setembre de 2010}} va ser un crític literari i activista estudiantil comunista japonès.
Com a estudiant de la Universitat de Tòquio, va tenir un paper central en la fundació de la federació estudiantil d'abast nacional Zengakuren, i en va ser el seu primer president. Com a crític literari va estar a la vanguarda del moviment de demanda als escriptors, va estar al capdavant d'un moviment per exigir als escriptors que s'enfrontessin a la seva pròpia culpabilitat en la col·laboració en temps de guerra.

## Orígens i educació
El 1946 es va unir al Partit Comunista Japonès (PCJ), que acabava de ser legalitzat amb l'ocupació del Japó dirigida pels Estats Units. El 1948, mentre va ser estudiant d'història occidental a la Universitat de Tòquio, va tenir un paper clau en la formació de la federació estudiantil d'abast nacional Zengakuren, i en va ser el primer president.  Takei va abandonar la universitat abans de graduar-se, per centrar-se en l'activisme. El 1950, el PCJ va emetre una crítica al seu lideratge a Zengakuren, afirmant que l'èmfasi en les protestes "llampants" estava soscavant el suport popular al partit. Takei va respondre exposant la seva "teoria del moviment estudiantil com a estrat social" ( sō to shite no gakusei undō ), en la qual argumentava que els estudiants universitaris podrien esdevenir el principal subjecte polític de la lluita de classes, com un estrat social independent de la direcció del partit i les classes treballadores. El 1950, també es va oposar a la línia militant presa pel PCJ en resposta a una directiva de Ióssif Stalin. Com a conseqüència d'aquestes transgressions va ser expulsat del partit.

## Trajectòria com a crític literari
El 1952 es va unir a l'Associació de la Nova Literatura Japonesa (Shin Nihon Bungakkai) i es va convertir en membre de l'equip editorial de la seva revista, Nova Literatura Japonesa (Shin Nihon Bungaku), escrivint crítica literària, artística i cinematogràfica. No obstant això, l'any 1954, va dimitir en protesta del consell editorial de la revista quan el PCJ va forçar l'editor en cap de la revista, Kiyoteru Hanada, en una disputa sobre la política editorial.
El 1955, durant un període de reconciliació, Takei va ser reintegrat com a membre del PCJ. Es va incorporar de nou a l'Associació de la Nova Literatura Japonesa i va reprendre les seves funcions a la revista. El 1956, Takei va sacsejar de nou la societat quan va redactar un tractat, juntament amb el poeta i crític Takaaki Yoshimoto, titulat «La responsabilitat de guerra de les figures literàries» (Bungakusha no sengo sekinin). El 1958 va cofundar la revista Criticisme contemporani (Gendai hihyo) amb Takaaki Yoshimoto, Takeo Okuno, Mitsuharu Inoue i altres.
El 1960, Takei va donar suport a les protestes de l'Anpo contra el Tractat de seguretat entre els EUA i el Japó. Juntament amb Yoshimoto, el filòsof Tsurumi Shunsuke, el poeta Tanigawa Gan i altres, va publicar una declaració conjunta després de les protestes titulada «Per ara, diguem això» (Sashiatatte, kore dake wa), criticant el que els signants consideraven una postura massa passiva presa pel PCJ pel que fa a les protestes. Llavors, el 1961, Takei, Hanada, Ichirō Hariu, Kōbō Abe i diversos crítics i escriptors van publicar declaracions que criticaven durament les polítiques culturals del partit. Aquelles crítiques van portar a l'expulsió definitiva de Takei del partit aquell mateix any. No obstant això, va continuar sent un àvid marxista i va continuar donant suport verbal al govern socialista a la Unió Soviètica, Corea del Nord i Cuba.
El 1970 va deixar l'Associació de la Nova Literatura Japonesa després d'una sèrie de debats polèmics sobre política, establint el seu propi "Moviment de pensament del grup activista" (Katsudōka Shūdan Shisō Undō) i la seva revista afiliada Criticisme social (社会評論, Shakai hyōron).
Takei va morir a Kawasaki el 2 de setembre de 2010, a causa d'un càncer d'uretra, als 83 anys.